# Jureito (manga)
Jureito (јап. 幽麗塔 – , eng. The Ghost Tower) japanska je seinen manga koju je napisao i ilustrovao Taro Nogizaka. Naslov je objavljivala izdavačka kuća Shogakukan u svom magazinu Big Comic Superior u periodu od 2010. do 2014. godine. Prvi tom je izdat 30. novembra 2011. godine, a deveti, odnosno poslednji tom je izdat 26. decembra 2014. godine.
Manga je bazirana na romanu iz 1936. godine, „Jurei to” (jap. 幽霊塔 – Yūrei tō, eng. Ghost Tower), japanskog pisca i kritičara Edogave Ranpoa.
Jureito nema zvaničan engleski prevod. Pored Japana, izdavana je u Francuskoj (Glénat Manga), Nemačkoj (Carlsen Verlag GmbH), Italiji (Panini Comics) i Indoneziji (Level Comics).

## Radnja
Priča počinje ubistvom žene čiji je život, vezavši je za kazaljke sahat kule, uskratila ćerka. Dve godine kasnije, 1954, Taiči Amano biva napadnut i zavezan za tada već zloglasni „Toranj duhova“. Međutim, život mu spasava tajanstveni momak, Tecuo Savamura. Tecuo je u potrazi za blagom koje je navodno u tom tornju i traži partnera da mu pomogne. Taiči, koji je već bio zainteresovan za to blago, odlučuje da mu se pridruži nakon što mu stan misteriozno izgori u požaru.

## Glavni likovi
Tecuo Savamura (沢村 鉄雄, Sawamura Tetsuo) je tajanstveni momak koji je zainteresovan za „Toranj duhova“ i njegove tajne. Veoma je snalažljiv i šarmantan, ali i usamljen. Njegova odlučnost ga često dovodi u opasnost, zbog čega mu je teško da zadrži partnera. 
Taiči Amano (天野 太一, Amano Taichi) je introverta čiji se život potpuno menja nakon što upozna Tecua. Njegove ambicije se na početku ponajviše vrte oko želje sa parama i ženama, ali kroz zajednički život sa Tecuom uviđa svoje neiskustvo i kukavičluk.
Doukuro Marube (丸部 道九郎, Marube Doukurou) je javni tužilac sa jakim političkim vezama i trenutni vlasnik zloglasnog tornja. Ima ćerku, Satoko, prema kojoj je veoma zaštitnički nastrojen, do te mere da joj ne dozvoljava da bude u prisustvu drugih muškaraca. Iza svoje mirne naravi krije opasnu i sadističku stranu. 
Satoko Marube (丸部 沙都子, Marube Satoko) je Doukurova ćerka. Tecuo gura Taičija ispred njenih kola kako bi imao čime da je uceni. Plašeći se očeve reakcije, ona prihvata njihove uslove i pomaže im da uđu u toranj.
Jamašina (山科, Yamashina) je mladi detektiv koji upoznaje Tecua i Taičija u potrazi za verenikom ćerke koja je pre dve godine ubila svoju majku vezavši je za toranj. Često kroz priču aludira da je više zainteresovan za muškarce nego za žene.

## Spisak tomova
| Бр. | Датум издања       |                   |
| --- | ------------------ | ----------------- |
| 1   | 30. новембар 2011. | 978-4-09-184180-3 |
| 2   | 29. фебруар 2012.  | 978-4-09-184257-2 |
| 3   | 30. јул 2012.      | 978-4-09-184627-3 |
| 4   | 30. јануар 2013.   | 978-4-09-184860-4 |
| 5   | 30. мај 2013.      | 978-4-09-185235-9 |
| 6   | 30. октобар 2013.  | 978-4-09-185594-7 |
| 7   | 28. фебруар 2014.  | 978-4-09-185893-1 |
| 8   | 30. јул 2014.      | 978-4-09-186344-7 |
| 9   | 26. децембар 2014. | 978-4-09-186696-7 |